# هنر و معماری ابتدای مسیحیت

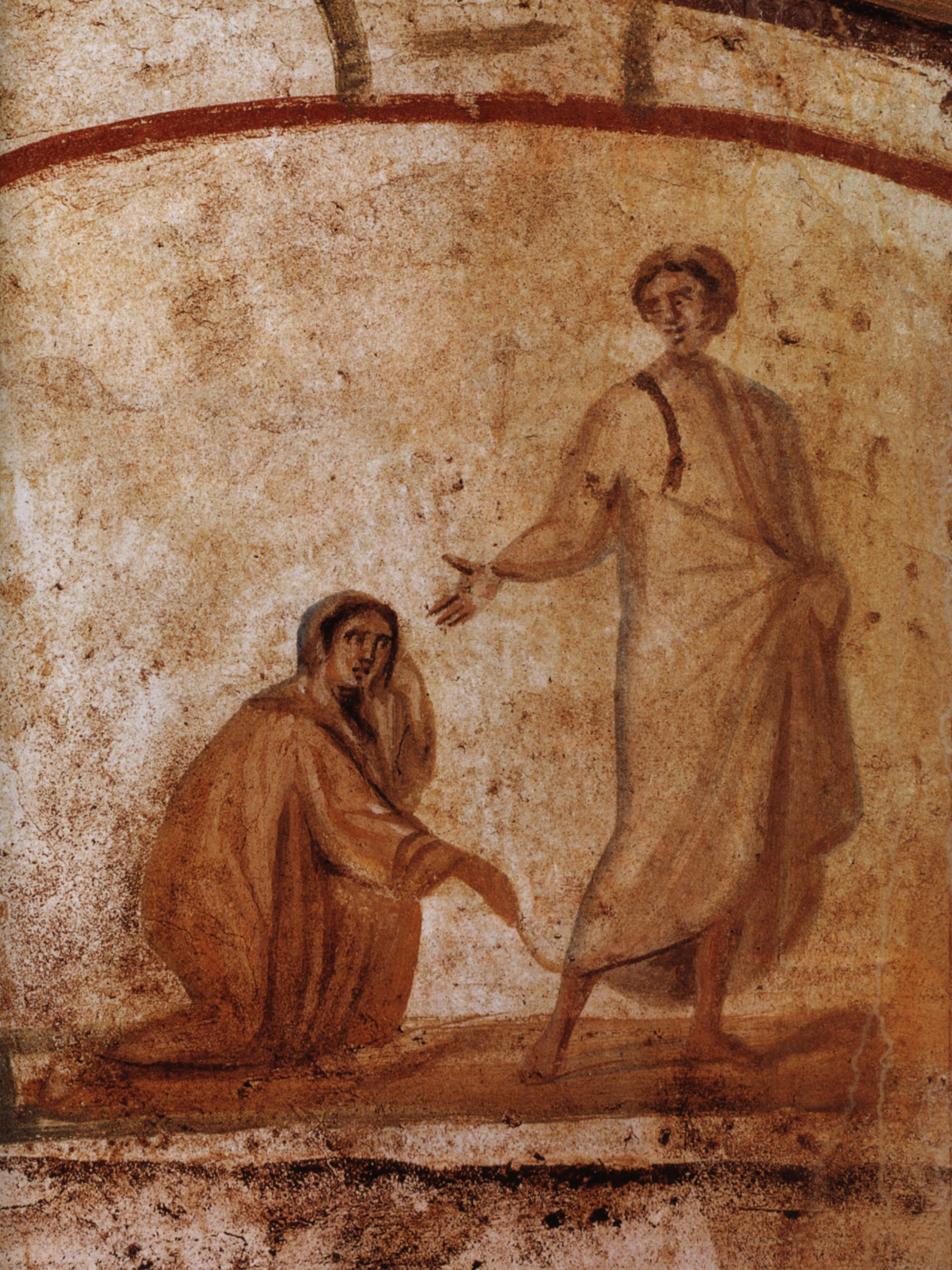

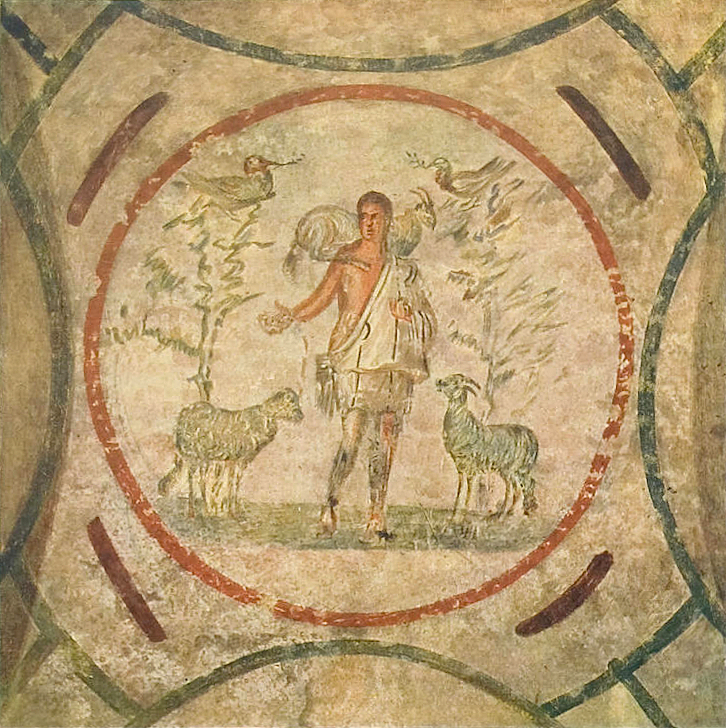

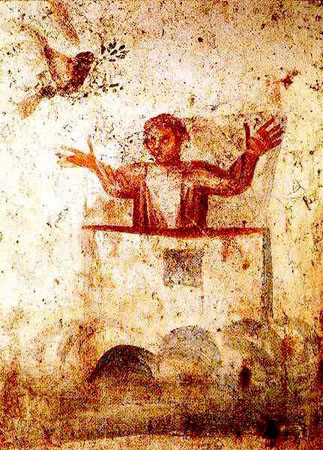

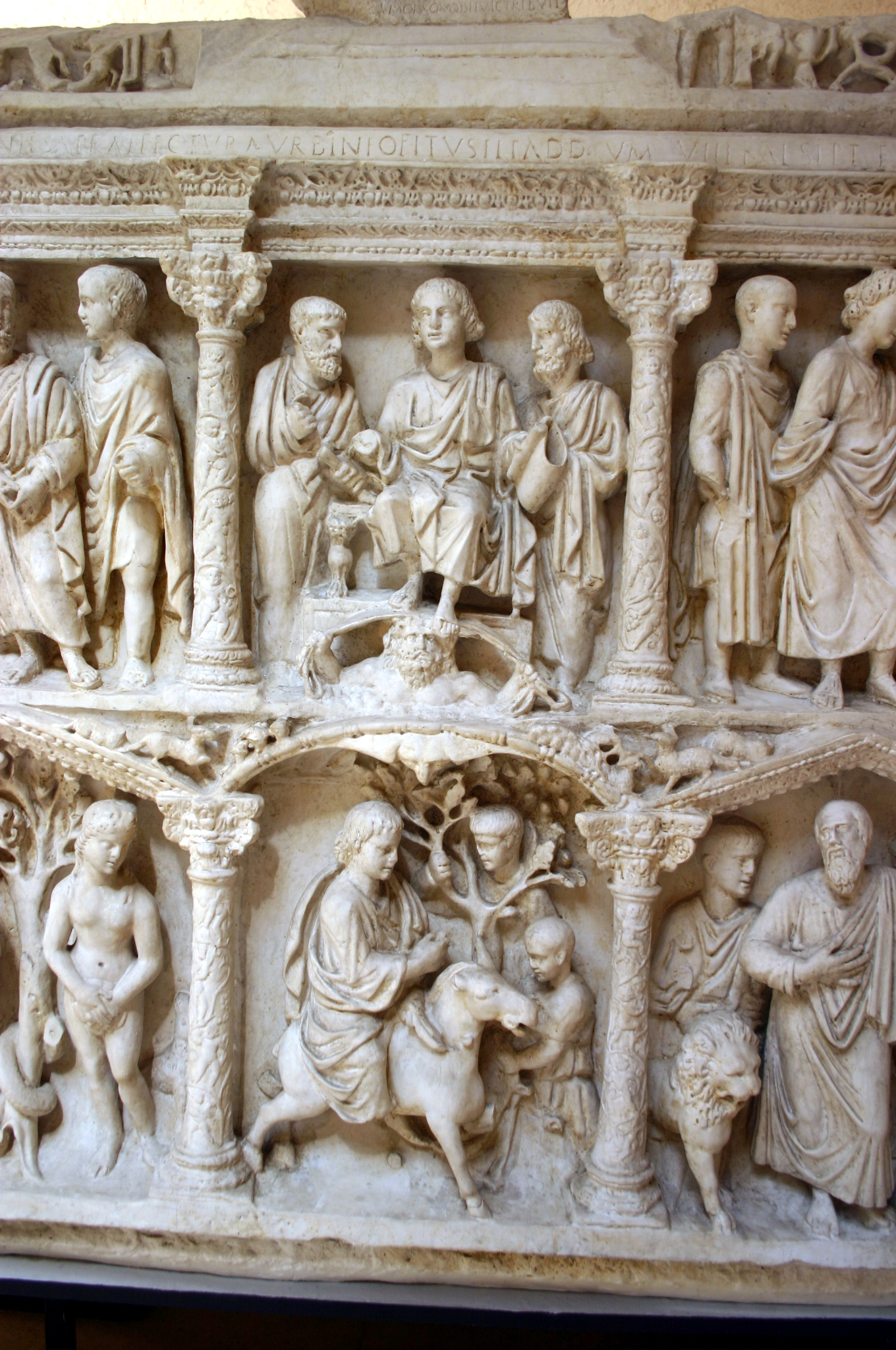

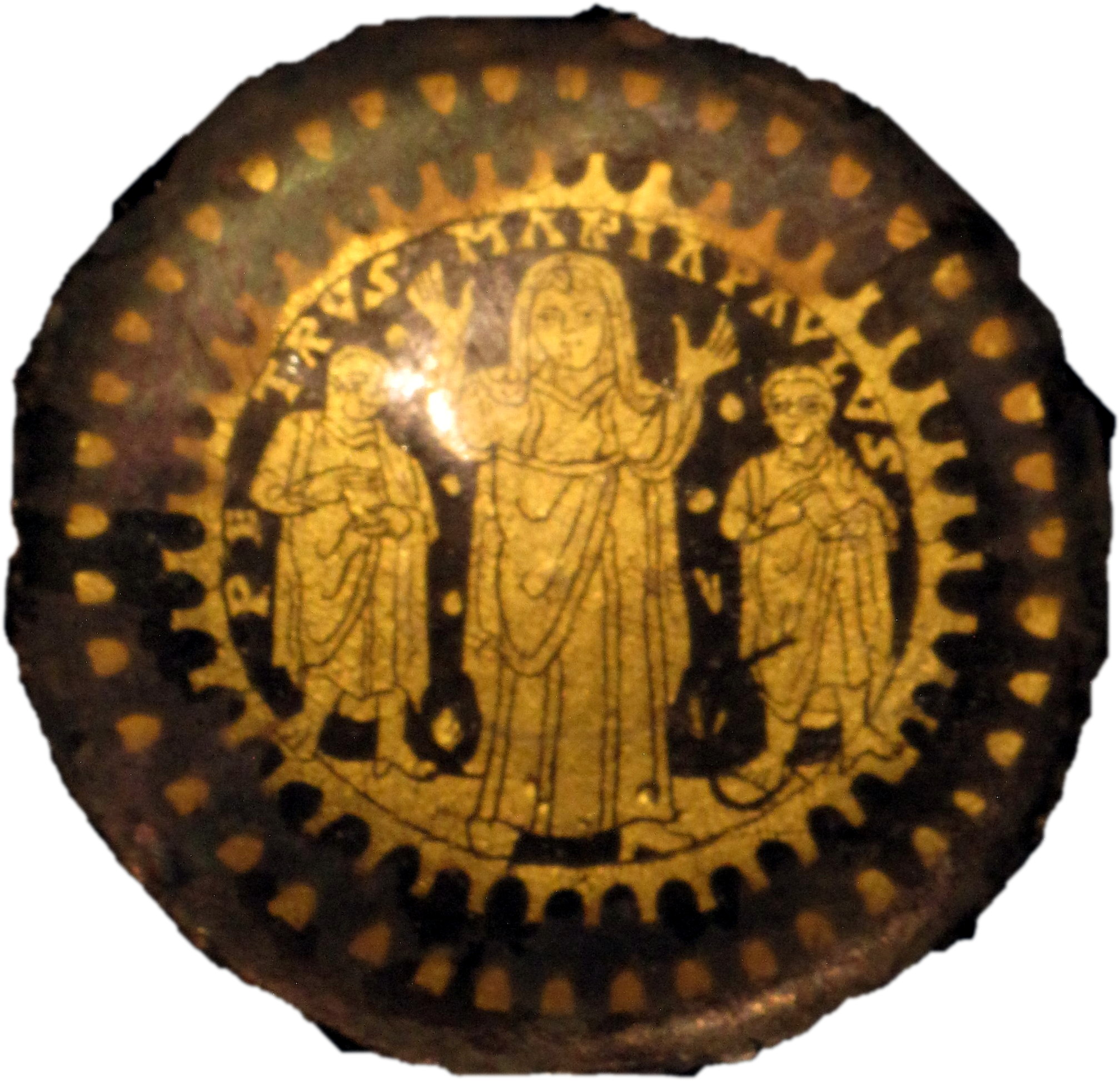

هنر و معماری ابتدای مسیحیت (به انگلیسی: Early Christian art and architecture) به گونه‌ای ادامه شیوه زندگی در امپراتوری پسین و فرهنگ برخاسته از مسیحیت اولیه به‌شمار می‌رود. هنر این دوران با ظهور مسیح آغاز و با تفکیک امپراتوری رومی به روم شرقی (بیزانس) و روم غربی (ژرمنی،کارولنژی،اوتونی،رومانسک و گوتیک) پایان می‌یابد و سپس وارد عصر رنسانس (نوزایی) می‌شود.
سبکی که مسیحیت پیشین می‌نامیم همان سبک رومی پسین یا سبک باستانی پسین است. آثار متعلق به دوره مسیحیت را فقط از روی موضوع و نه از روی سبک می‌توان از آثار رومی تشخیص داد. آنچه در هنرهای تجسمی رخ می‌دهد گونه‌ای طبیعت‌زدایی از ناتورالیسم یونانی-رومی بود. شیوه‌های کهن گرایانه بار دیگر در این دوران ظاهر می‌شوند و شباهت آثار با آفریده‌های یونانی و رومی کمتر می‌شود.
دوره ابتدای مسیحیت را اصولاً به دوره تقسیم می‌کنند
۱- دوره پیگرد (تعقیب و گریز): که برابر با تأسیسی نخستین اجتماعات مسیحی در سده‌های نخستین میلادی است.
۲- دوره بازشناسی: از ۳۲۵ میلادی (یعنی تاریخ پذیرش دین مسیحیت توسط کنستانتین پادشاه روم در شورای نیقیه) تا حدود ۵۰۰ میلادی.
دوره پیگرد.
این دوره شامل آن قسمت از تاریخ هنر مسیحیت ابتدایی است که پیروان دین مسیحی از ترس حکومت به صورت مخفیانه به تبلیغ و انجام مناسک مذهبی مسیحی می‌پرداختند. به همین دلیل هنر این دوره از زیبایی اشرافانه یا استفاده از مواد و مصالح با کیفیت خالی است، چرا که هنرمندان این دوره از داشتن حامیان هنری بی نصیب بوده‌اند.
ارزشمندترین یادمان‌های دوره پیگرد، ناپیداترین یادمان‌های رم هستند که در زیر زمین قرار گرفته‌اند و به همین دلیل مقابر دخمه‌ای «کاتاکومب» (Catacomb) نام گرفته‌اند. این مقابر شبکه‌ای گسترده از دالان‌ها، تورفتگی‌ها و اتاقک‌های زیرزمینی در زیر شهر رم است که به عنوان گورستان‌های پنهانی برای دفن مردگان مسیحی و مکانی برای اجرای مناسک مذهبی ساخته می‌شده‌است.
مقابر دخمه‌ای از سده های دوم تا چهارم میلادی پیوسته مورد استفاده بوده‌اند. در سطح دیوارهای جانبی ای دالان‌ها، تورفتگی‌هایی به موزات محور دالان برای نگهداری از اجساد مردگان گشوده می‌شد که به آن‌ها لوکولوس نام می‌نهادند. 
در برخی قسمت‌ها نیز اتاق‌های کوچکی به نام کوبیکولوم ساخته می‌شد که در واقع نمازخانه تدفینی بود و در آن مراسم و مناسک مذهبی انجام می‌گرفت. بسیاری از کوبیکولوم‌ها را با نقاشی‌های دیواری به شیوه‌های باستانی تزئین می‌کردند. این نقاشی‌ها که به صورت نقوش هندسی و داستانی است اصولاً روایتگر داستان‌های کتاب مقدس است. مشهورترین داستان که به تعداد زیادی در این نمازخانه‌ها کار شده‌است داستان یونس در دل ماهی است.
تصاویری که از مسیح در این زمان نقش شده،وی را در هیبت چوپان نیکوکار نشان داده اند؛ در حالی که پس از رسمی شدن دین رسمی در امپراتوری روم،مسیح رفته رفته خصوصیاتی  مانند ردای ارغوانی،هاله ی دور سر،تاج و ... پیدا می‌کند که حالتی والامقام‌تر به او داده است.
سبک این نقاشی‌ها همان امپرسیونیسم شتابان و طرح گونه‌ای است که در نخستین نقاشی‌های رومی متعلق به آخرین دوره پمپئی (شهری در ایتالیا) دیده می‌شود. دلیل ایجاد نقاشی‌هایی به این شیوه از تاریکی دالان‌ها، نبود تهویه هوا، و وجود بوی مردار ناشی از تجزیه اجساد دفن شده در دیوار نیز هست.
با آنکه پاره‌ای از جشن‌ها و مراسم در مقابر دخمه‌ای برگزار می‌شد به احتمال زیاد عبادات منظم در خانه‌های خصوصی که به ترتیبی برای تبدیل شدن به خانه انجمنی یا تالارهای ستوندار ساده تغییراتی داده شده بود، به جای آورده می‌شد. بقایای یکی از این خانه‌ها که مربوط به ۳۱۱ میلادی است در زیر کلیسای جامع آکویلیا بدست آمده است.
دوره بازشناسی
وقتی مسیحیت به عنوان دین رسمی از جانب کنستانتین پذیرفته شد در سراسر امپراتوری رومی گسترش یافت و ناگهان ساختن بناهای مناسب برگزاری مراسم مذهبی و آداب نماز مسیحیت ضرورت پیدا کرد. کلیساهای اولیه از ترکیب یا تبدیل خانه‌های دهلیزی سرگشاده رومی، نمازخانه‌های دخمه‌ای و باسیلیکاهای رومی به وجود آمد.
یکی از نخستین بناهای کلیساهای مسیحی در دوران بازشناسی کلیسای قدیمی سن پیترو در رم است که بنا به برخی روایات محل دفن پطرس حواری است.
طرح کلیساهای باسیلیکایی، مستطیل شکل است و این طرح سالیان طولانی مورد توجه دنیای مسیحی قرار گرفت؛از آنجایی که وسعت زیادی برای انجام مراسم مذهبی داشت و از طرفی با عظمت بود،الگوی مناسبی برای ساخت بنای کلیسا بود که در اصل این طرح ها متعلق به دوران پیش از ظهور مسیح بود.متاسفانه هیچ یک از این کلیسا ها به حالت اولیه خود باقی نماندندو فقط نقشه ی ساختمانی بزرگ ترین آن ها،یعنی کلیسای سن پیترو در رم با صحت کافی به دست آمده.بعد ها مسیحیان با ایده گرفتن از خانه‌های رومی، الگوی کلاسیک دیگری را نیز اقتباس کردند که ساختمان متراکم در قسمت مرکزی یا ساختمان گرد گنبددار یا چند ضلعی بود که نمونه ی آن را پیشتر از این در معماری معبد پانتئون(Pantheon)می توان دید. این نوع معماری بیشتر برای ساخت مقابر عظیم یا آرامگاه‌های خانوادگی، تعمیدگاه‌ها و عبادتگاه‌هایی که به کلیسا متصل می‌شوند به کار می‌رفت. بهترین نمونه این نوع بنا، آرامگاه کنستانتینا دختر کنستانتین است.
بعدها معماران بیزانسی در شرق ابعاد عظیمی به این نقشه دادند.
از نمونه‌های کلیساهایی با قسمت مرکزی می‌توان به کلیسای سانتا کنستانتسا در رم مربوط به اواخر سده چهارم میلادی اشاره کرد.
موزاییک کاری
در این دوره سطح دیوار ها را با مجموعه تصاویر مربوط به هم و متأثر از مجموعه نقاشی‌های یونانی-رومی تزئین می‌کردند که با توجه به مستندات موزائیک کاری جای نقاشی دیواری را گرفت.
برای تزئین بناهای کلیسا و به منظور تبلیغ دین و آموزش تهذیب معتقدان، دیوارهای کلیسا باید با سبک و نمایی آراسته می‌شد که این پیام را به مؤثرترین شکل ممکن به مردم برساند.
هنر موزاییک کاری که در دوران رومی بسیار متداول بود بدین منظور برگزیده شدند و به جزئی محسوس و بادوام از دیوار کلیساها تبدیل شدند.
وقتی مسیحیت به عنوان دین رسمی از جانب کنستانتین پذیرفته شد در سراسر امپراتوری رومی گسترش یافت و ناگهان ساختن بناهای مناسب برگزاری مراسم مذهبی و آداب نماز مسیحیت ضرورت پیدا کرد. کلیساهای اولیه از ترکیب یا تبدیل خانه‌های دهلیزی سرگشاده رومی، نمازخانه‌های دخمه‌ای و باسیلیکاهای رومی به وجود آمد.
این موزاییک‌ها برای دیده شدن از فاصله‌ای قابل تجه طراحی شده‌اند. برای موزاییک‌ها از انواع سنگ‌های رنگی استفاده شده‌است. شاید مشهورترین موزاییک کاری در دوران بازشناسی در سده‌های اولیه را بتوان در کلیسای سن پیترو بدست آورد که در آن مسیح در هیئت آپولون (خدای خورشید رومی) دیده می‌شود که سوار بر گدونه آفتاب و توسط اسب‌های گردونه در آسمان‌ها می‌تازد.
شیوه تصاویر اجرا شده نوعی ناتورالیسم کهن رومی است که با هنر نمادپردازی نوین در هم آمیخته است.
نسخ تذهیب کاری شده
از دیگر هنرهای ایجاد شده در دوران بازشناسی، می‌توان به هنر کتابت و تذهیب کتاب مقدس اشاره کرد. این هنر که تحت حمایت کنستانتین شکوفا شد باعث به وجود آمدن کتابخانه در کلیساها گشت و اصولاً راهبان مسیحی هنرمندان این نسخ مذهبی محسوب می‌شدند. از آثار این دوران می‌توان به مینیاتوری از نسخه ویرژیل موزه واتیکان اشاره کرد.

## نگارخانه

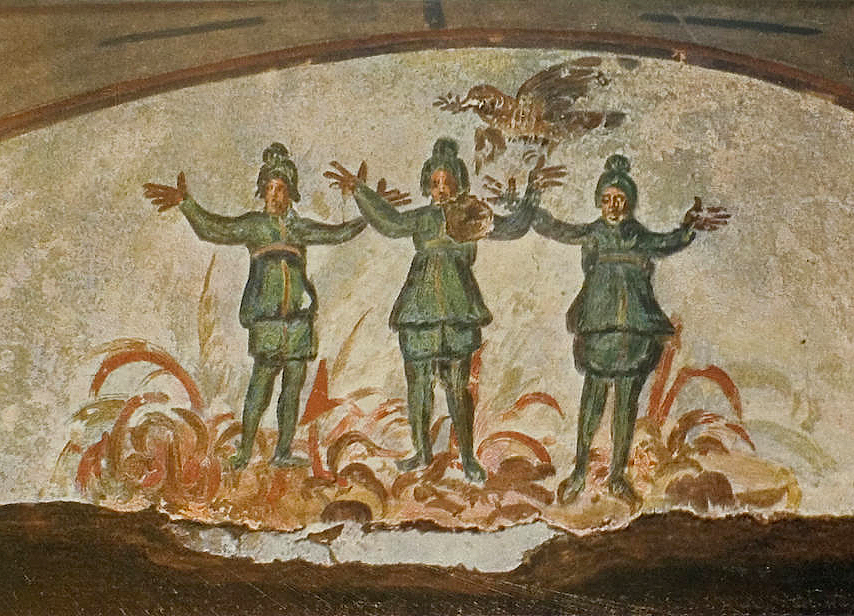
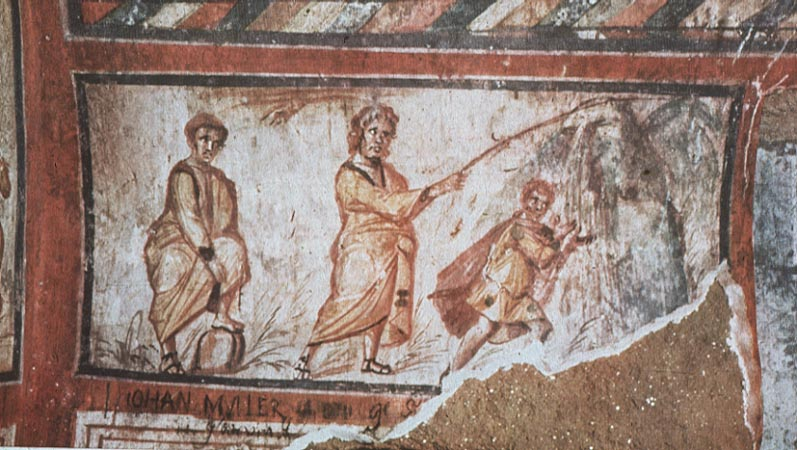
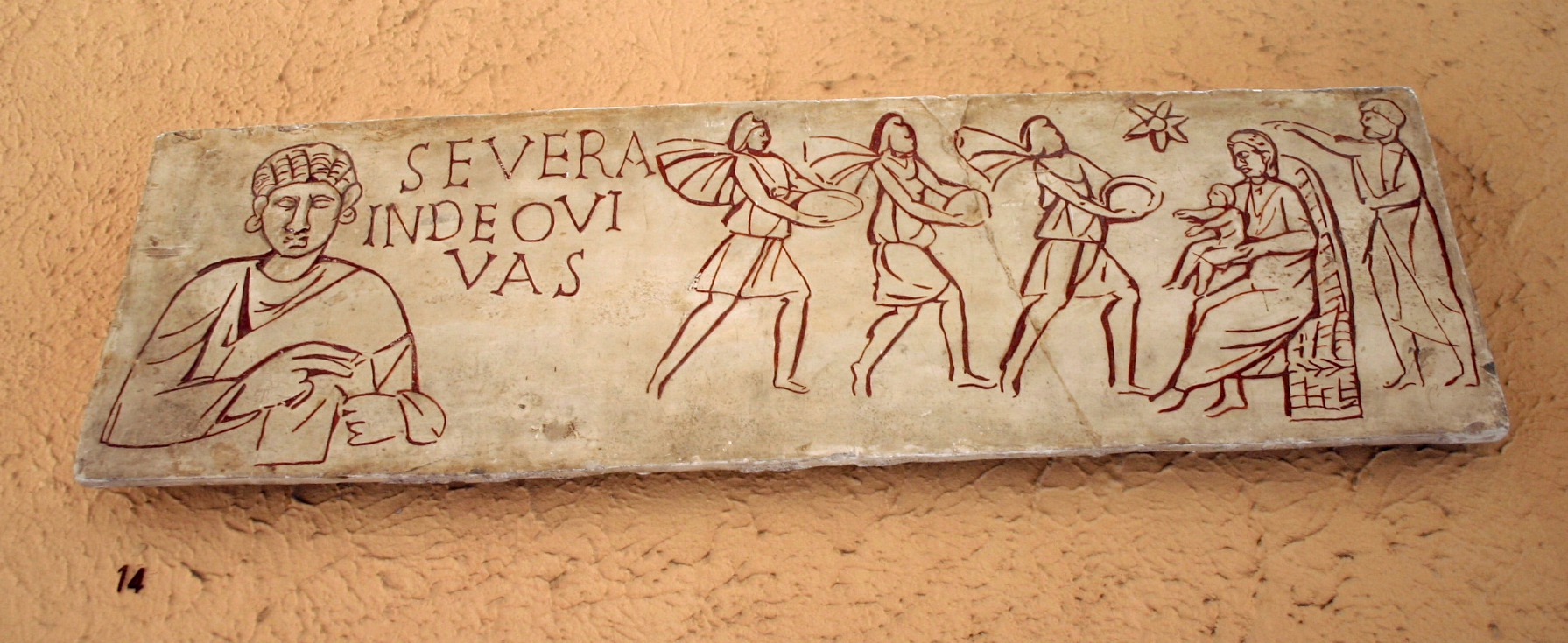
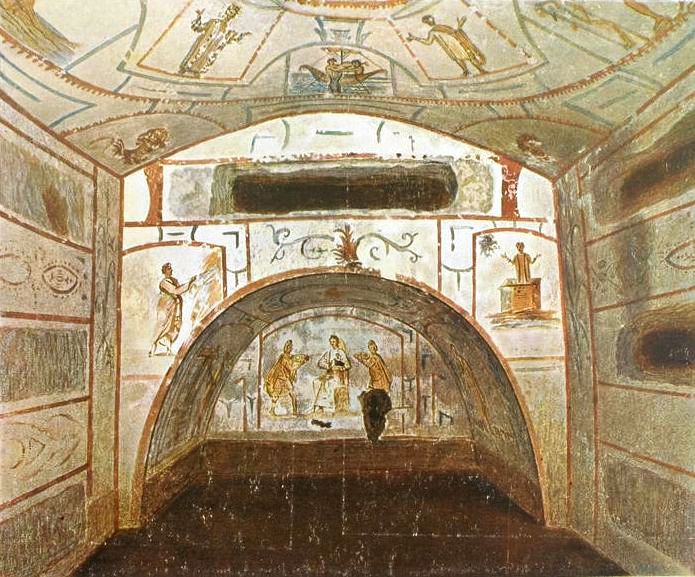
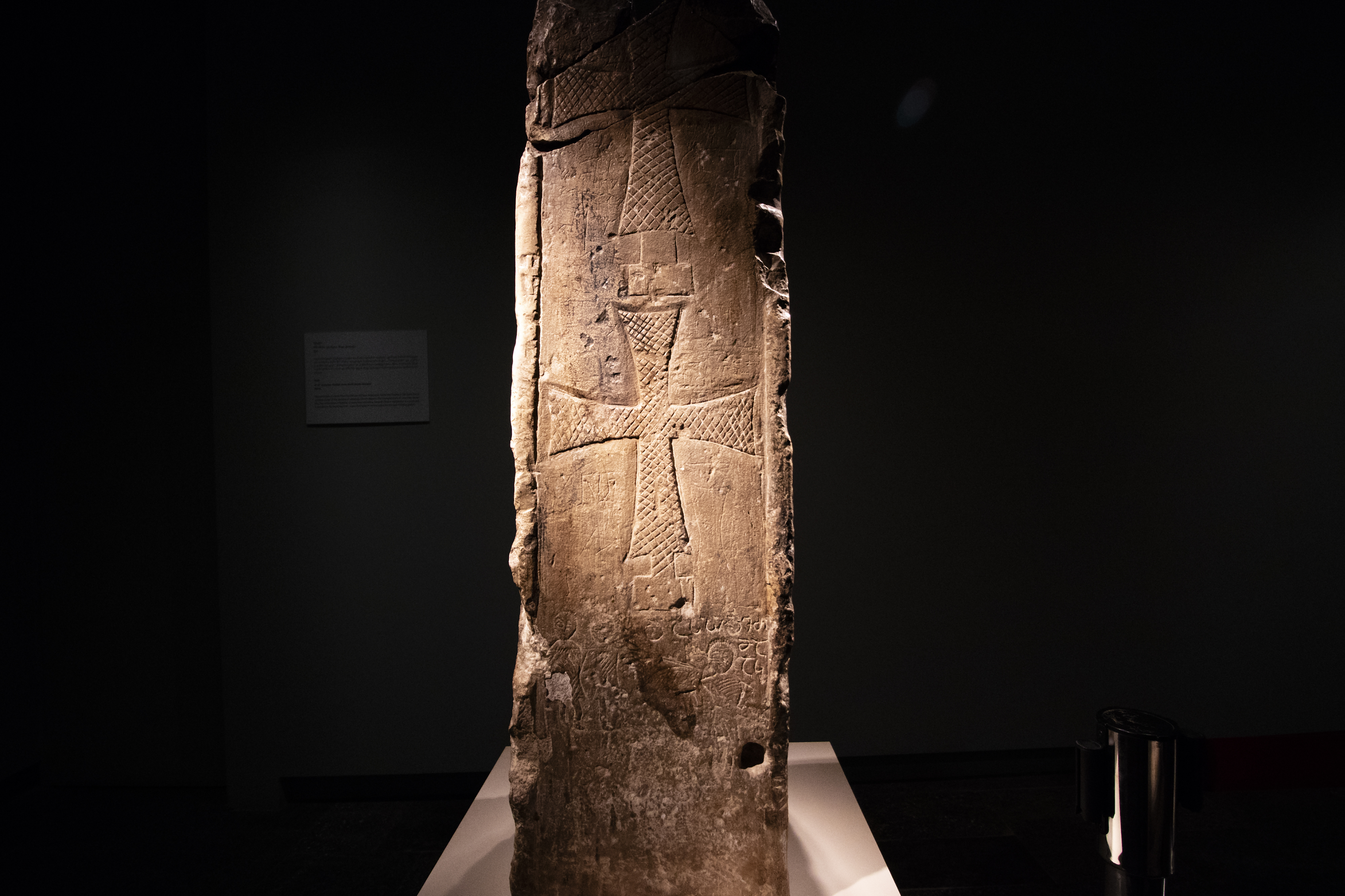
تصویر یک حکاکی مسیحی باستانی در موزه ملی گرجستان
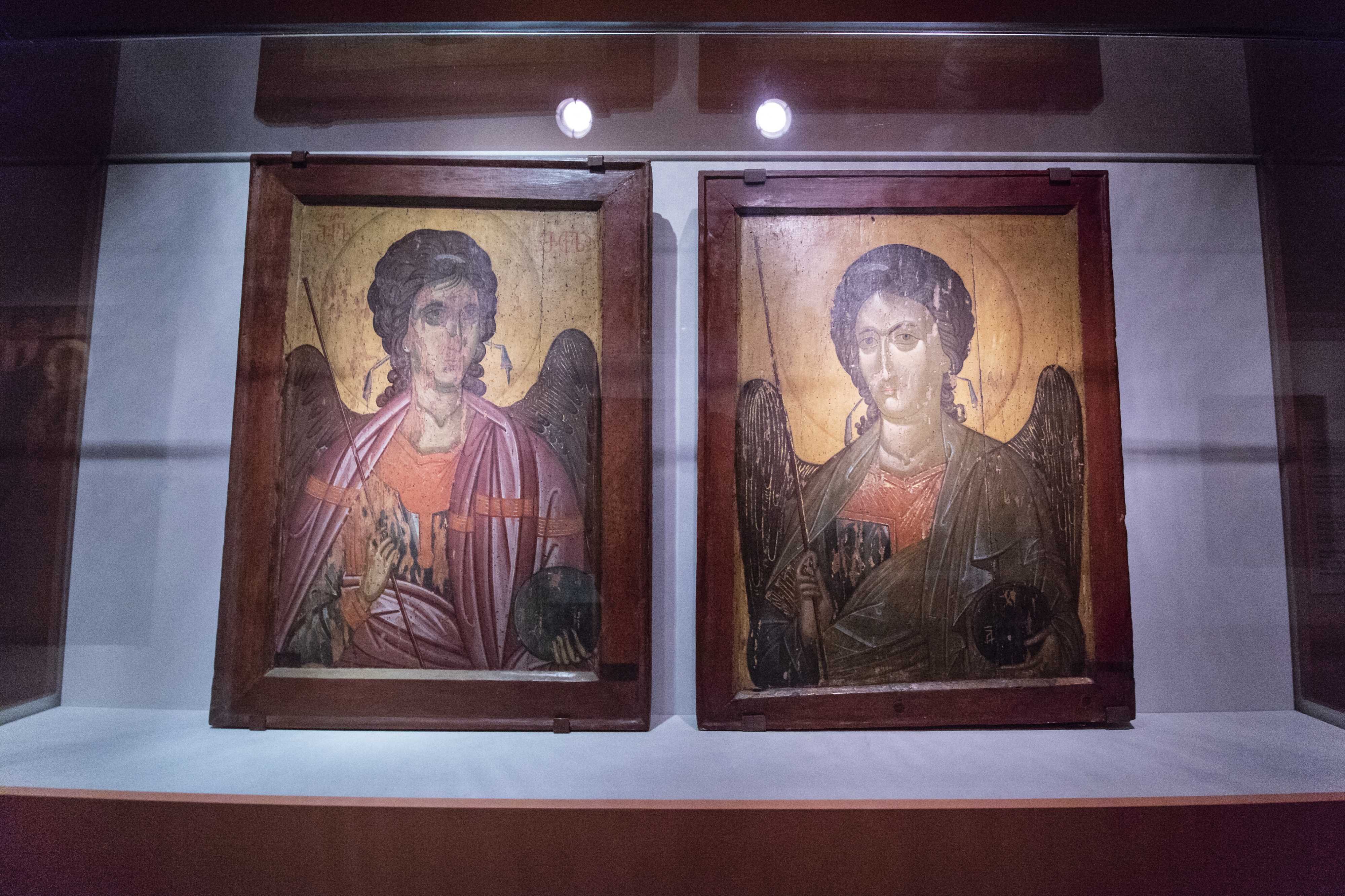
نقاشی تاریخی دو قدیس در موزه ملی گرجستان